# Apti Ach"jadov
Apti Movlidovič Ach"jadov (in russo Апти Мовлидович Ахъядов?; Gudermes, 24 agosto 1993) è un ex calciatore russo, di ruolo attaccante.

## Carriera

### Club
Ha giocato nella prima divisione russa.

### Nazionale
Ha giocato nella nazionale russa Under-18.